# Trichopteryx (vlinders)
Trichopteryx is een geslacht van nachtvlinders uit de familie van de spanners (Geometridae).

## Soorten
- T. carpinata

Vroege blokspanner (Borkhausen, 1794)
- T. coartata Püngeler, 1900
- T. exportata Staudinger, 1897
- T. fastuosa Inoue, 1958
- T. germinata Püngeler, 1909
- T. grisearia Leech, 1891
- T. hemana Butler, 1879
- T. ignorata Inoue, 1958
- T. incerta Yazaki, 1978
- T. inouei Hashimoto, 1987
- T. microloba Inoue, 1943
- T. misera Butler, 1879
- T. nagaii Inoue, 1958
- T. polycommata

Ligusterblokspanner (Denis & Schiffermüller, 1775)
- T. rivularia Leech, 1897
- T. terranea Butler, 1878
- T. veritata Pearsall, 1907